# Ituna juncta
Ituna juncta är en fjärilsart som beskrevs av Abel Dufrane 1948. Ituna juncta ingår i släktet Ituna och familjen praktfjärilar. Inga underarter finns listade i Catalogue of Life.